# Kypello Ellados 1946-1947
La Coppa di Grecia 1946-1947 è stata la 5ª edizione del torneo. La competizione è terminata l'8 giugno 1947. L'Olympiacos ha vinto il trofeo per la prima volta, battendo in finale l'Iraklis.

## Ottavi di finale
| Squadra 1        | Risultato   | Squadra 2       |
| ---------------- | ----------- | --------------- |
| Olympiacos       | 0 – 0 (dts) | Panathīnaïkos   |
| Aris Petroupolis | 5 – 0       | OFI Creta       |
| Ethnikos Pireo   | 2 – 2 (dts) | Asteras Atene   |
| Achille Patrasso | 2 – 1       | AEK Atene       |
| Nikī Volo        | 1 – 0       | Panelefsiniakos |
| PAOK             | 2 – 3       | Makedonikos     |
| AEK Kavala       | 0 – 1       | Arīs Salonicco  |
| Elpida Drama     | 2 – 5       | Īraklīs         |

Rigiocate
| Squadra 1     | Risultato    | Squadra 2      |
| ------------- | ------------ | -------------- |
| Panathīnaïkos | 0 – 2 a tav. | Olympiacos     |
| Asteras Atene | 1 – 6        | Ethnikos Pireo |

## Quarti di finale
| Squadra 1        | Risultato | Squadra 2        |
| ---------------- | --------- | ---------------- |
| Īraklīs          | 2 – 0     | Arīs Salonicco   |
| Olympiacos       | 2 – 0     | Ethnikos Pireo   |
| Nikī Volo        | 3 – 2     | Makedonikos      |
| Achille Patrasso | 2 – 1     | Aris Petroupolis |

## Semifinali
| Squadra 1  | Risultato | Squadra 2        |
| ---------- | --------- | ---------------- |
| Olympiacos | 4 – 1     | Achille Patrasso |
| Īraklīs    | 3 – 0     | Nikī Volo        |

## Finale
| Arbitro: | Sotiris Asprogerakas |

|                                                                  |           |  |
| Vazos 13’ Vasiliados 17’ Vazos 31’ Vazos 78’ Chatzistavridis 79’ | Marcatori |  |